# Municipio de Harvel
El municipio de Harvel (en inglés, Harvel Township) es un municipio ubicado en el condado de Montgomery, Illinois, Estados Unidos. Según el censo de 2020, tiene una población de 198 habitantes.
Abarca una zona exclusivamente rural.

## Geografía
Está situado en las coordenadas 39°23′33″N 89°33′34″O / 39.39250, -89.55944. Según la Oficina del Censo de los Estados Unidos, tiene una superficie total de 46.7 km², correspondientes en su totalidad a tierra firme.

## Demografía
Según el censo de 2020, hay 198 personas residiendo en la zona. La densidad de población era de 4.2 hab./km². El 93.9 % de los habitantes son blancos, el 0.5 % es amerindio y el 5.6% son de una mezcla de razas. Del total de la población, el 3.0 % son hispanos o latinos de cualquier raza.